# Греків Олександр Петрович
Олександр Петрович Греків (Греков) (21 листопада (3 грудня) 1875, с. Сопич, Глухівський повіт, Чернігівська губернія, Російська імперія — 2 грудня 1959, Відень, Австрія) — український військовий діяч, генерал-хорунжий Армії УНР. Начальний командант УГА.
Відповідно до українського законодавства може бути зарахований до борців за незалежність України у XX столітті.

## Життєпис
Народився 21 листопада (або 3 грудня) 1875 року в селі Сопич (тепер Глухівського району Сумської області) у дворянській родині. За сімейним переказом його рід походив із Греції, а засновником вважався Логофетос, придворний царівни Софії Палеолог, що прибув разом із нею до Москви в 1472 році разом з її двором. Там він отримав прізвище Грек, а його потомки вже писалися Грековими.
Після закінчення гімназії, подальшу освіту набував на правничому факультеті Московського університету, який закінчив 1897 року.

### На службі в Російській імператорській армії
У 1899 році закінчив Олексіївське військове училище в Москві, з того ж року почав службу в Лейбгвардії єгерського полку підпоручиком. Після закінчення в 1905 році академії Генштабу — Миколаївської військової академії — командир роти цього ж полку.
Від 1907 р. — старший ад'ютант штабу 3-ї гренадерської дивізії в Москві; від 1908 р. — старший ад'ютант штабу 1-ї гвардійської дивізії в Петербурзі; з 1910 р. — помічник старшого ад'ютанта штабу військ гвардії та Петербурзького військового округу. Водночас із 1908 р. викладав політичну та військову історію й тактику у військових училищах Петербурга.
У 1912 р. захистив дисертацію з історії військового мистецтва.
Від самого початку Першої світової війни був по черзі начальником штабу 74-ї піхотної дивізії Північно-Західного фронту, начальником штабу 1-ї гвардійської піхотної дивізії, командиром лейбгвардійського єгерського полку, начальником штабу 6-го армійського корпусу,генерал-квартирмейстером 1-ї армії. За бойові заслуги в операції під Вільном у 1916 році одержав чин генерал-майора та у тому ж році був нагороджений Орденом Святого Георгія IV ступеня.

### На службі в Україні
Восени 1917 року прибув до Києва, де на прохання Михайла Грушевського здійснював ліквідацію Київської військової округи, був начальником гарнізону, а потім — заступником військового міністра Олександра Жуківського.
В листопаді, з ініціативи тодішнього голови ГВС Симона Петлюри, очолив одну з сердюцьких дивізій котрі були розформовані з подання Володимира Винниченка.
Після проголошення Української Держави (квітень, 1918-го) Олександр Греків перейшов в опозицію до режиму Павла Скоропадського, очолив українське військове товариство «Батьківщина». Наприкінці 1918 — на початку 1919 р. — міністр військових справ УНР, перший Наказний отаман Армії УНР. 9 червня 1919 року призначений командувачем Українською Галицькою армією, на чолі якої 9-28 червня 1919 року провів один із найбільших наступів цієї армії, відомий як Чортківська офензива. За три тижні УГА відвоювала у поляків значну територію ЗУНР, дійшовши до лінії Броди — Олесько — Белзець — Гологори — Перемишляни — Стратин — Княгиничі — Букачівці, проте наступ зупинився через брак зброї і боєзапасу, після чого армія змушена була відступити перед кількісно більшим і краще озброєним польським військом Пілсудського. На чолі УГА Греков пробув до 5 липня 1919 року, коли через конфлікт із керівництвом пішов у відставку та виїхав з сім'єю до Чернівців, які в той час належали до Румунського королівства.
Усього в українських збройних силах прослужив 177 днів, себто майже 6 місяців.

### На еміграції
У 1920 році через Румунію переселився до Відня (Австрійська республіка), де постійно мешкав упродовж майже тридцяти років. Він у м. Відні видавав газету «Україна». У 1946 отримав австрійське громадянство.

### Арешт і ув'язнення

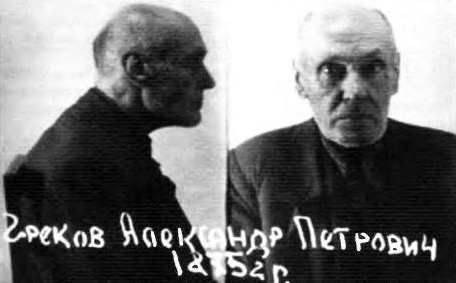
1948

Олександр Греків (сидить по центру) та Михайло Сорока (сидить справа) серед українських в'язнів

21 вересня 1948 року викрадений і заарештований СМЕРШем у Відні. Згодом перевезений до Лук'янівської в'язниці, де пробув до травня 1949 року.

За постановою Особливої наради при Міністрі державної безпеки СРСР від 6 липня 1949 року засуджений на 25 років покарання у виправно-трудових таборах. 23 липня того ж року його було відправлено до Озерного табору. Покарання відбував у Тайшеті та Норильську.
Генерал [...] тримався гідно, перед ніким не опідлювався і ніколи нікого нічого не просив, а терпів як і всі інші співв'язні, не вислужувався а навпаки ще других підтримував на дусі і кожному служив порадою. Тому старого Генерала товариші недолі дуже любили й шанували. /С. Наклович/
Пізніше звільнений, і 23 грудня 1956 року повернувся до Австрії, де в 1959 році помер. Похований на цвинтарі у Санкт-Андре-Вердерн, що неподалік від Відня.

## Вшанування пам'яті
- У містах Київ, Львів та Глухів є вулиці Генерала Грекова, а у Сумах провулок.
- Постановою № 184-VIII Верховної Ради України від 11 лютого 2015 року 140 років із дня народження відзначалося на державному рівні.[7][8]
- У місті Шостка вулицю Чайковського перейменували на вулицю Генерала Грекова.
- У місті Дніпро вулицю Стародубцева перейменували на вулицю Генерала Грекова.[9]

## Галерея

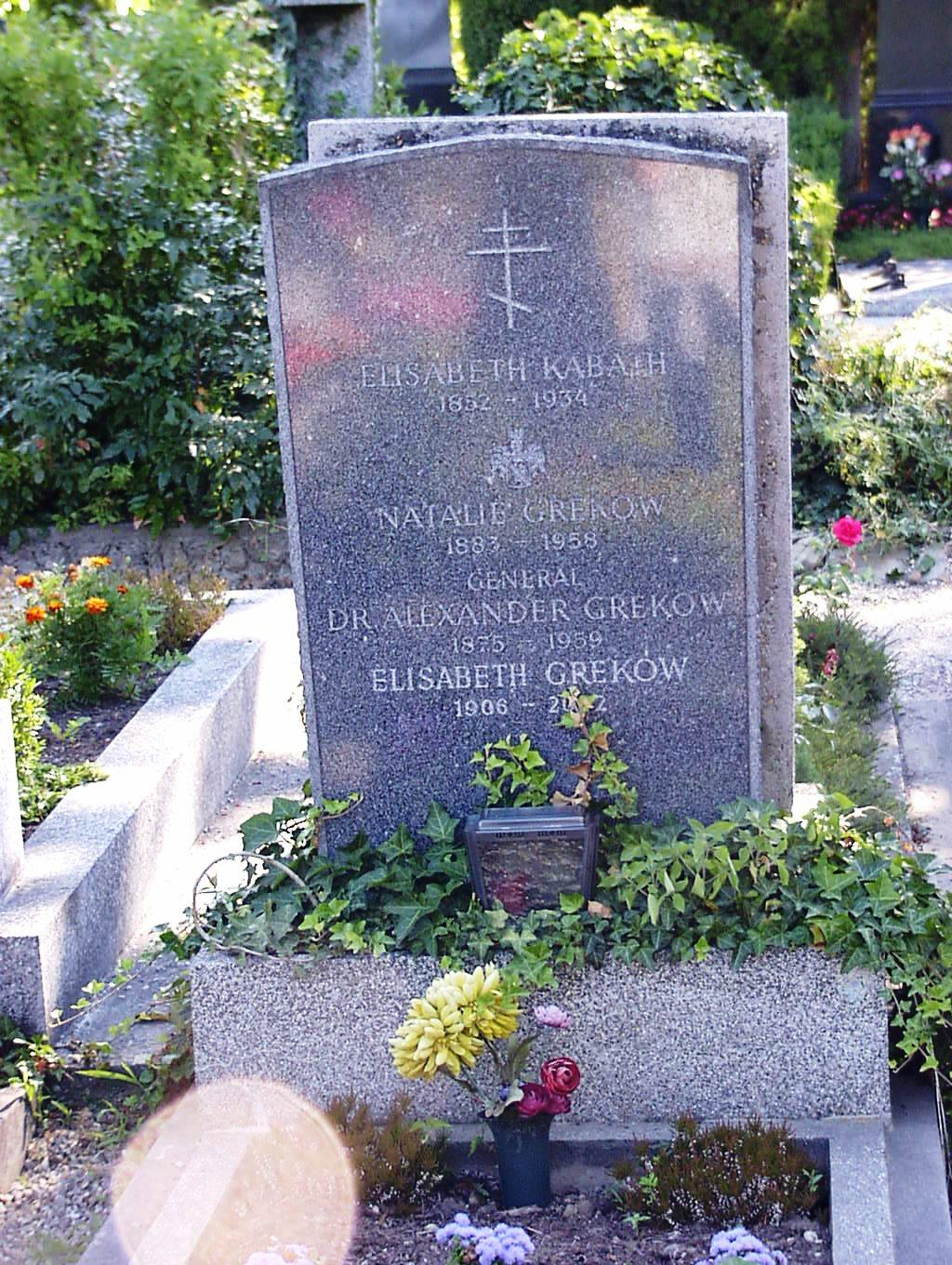
Могила Олександра Грекова
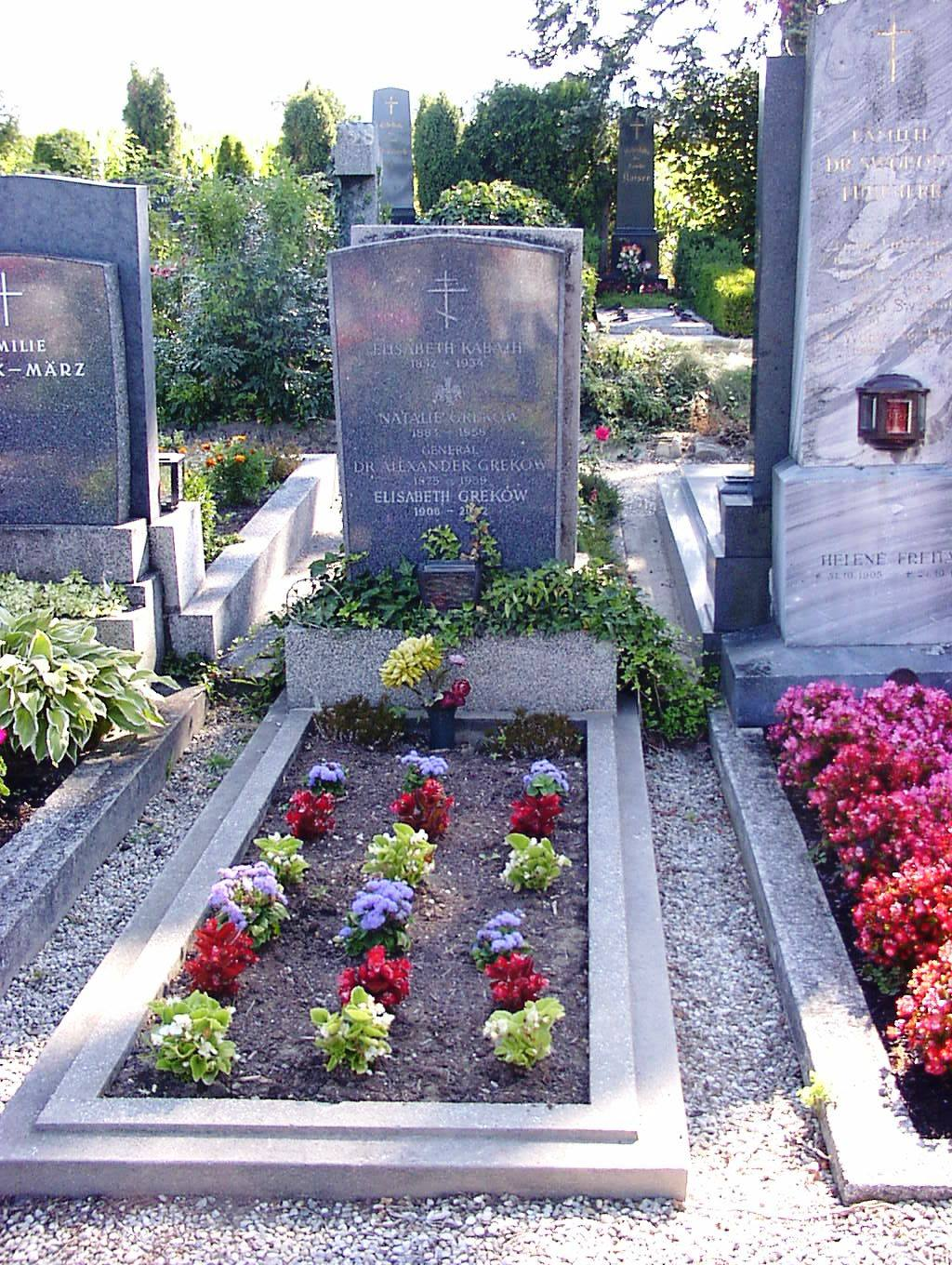

## З творчого доробку
- О. Греків. Весна 1918 року в Україні [Архівовано 10 липня 2018 у Wayback Machine.]. — Торонто, 1964.
- Спогади військового міністра УНР генерала Грекова [Архівовано 24 січня 2010 у Wayback Machine.] (рос.)